# 眼鏡絵

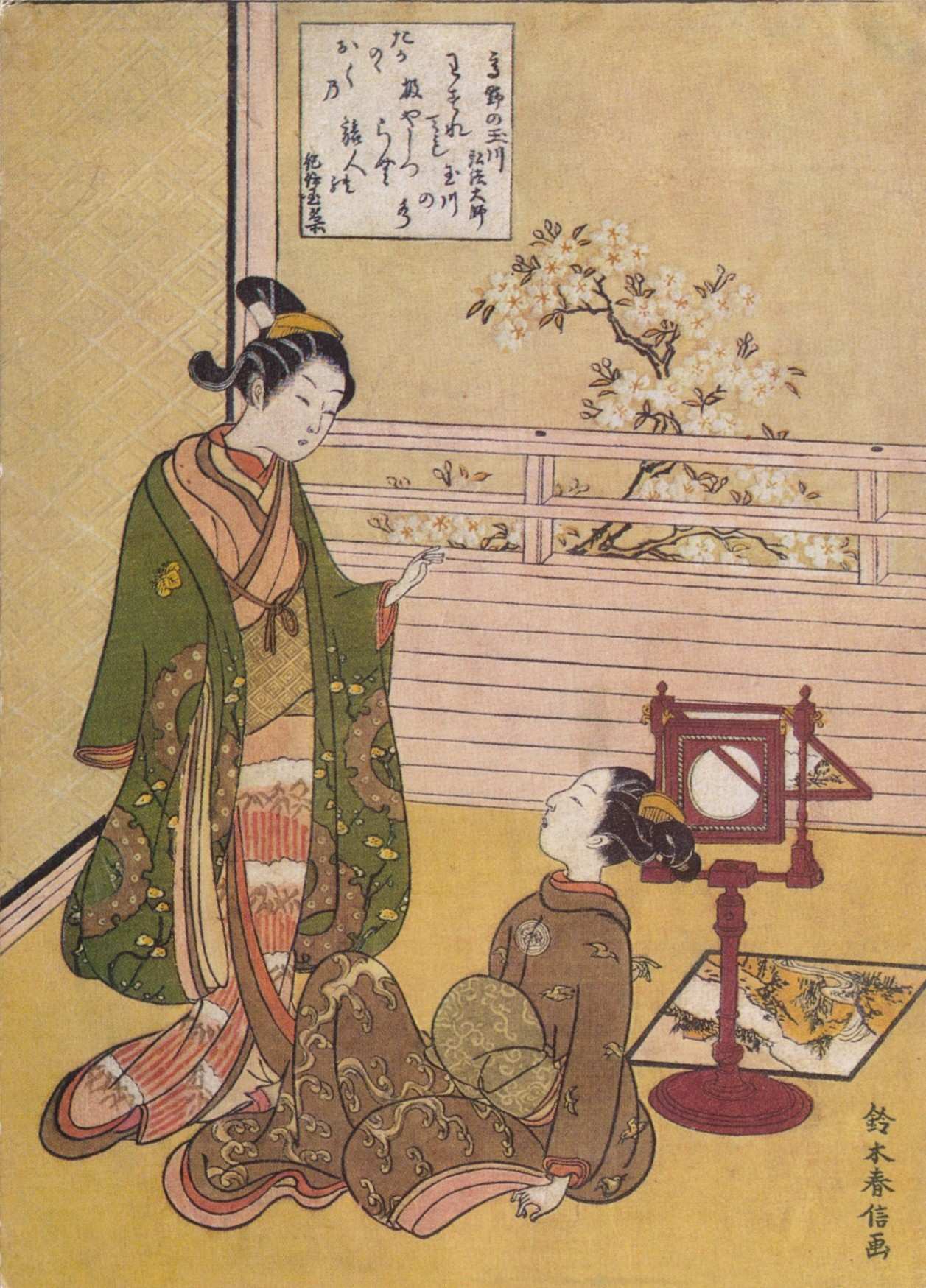
鈴木春信画。眼鏡絵を覗く様子を描く。画面上部に設けられた色紙形には、高野の玉川を詠んだ弘法大師（空海）の和歌が記され、眼鏡を通して見ている絵も高野の玉川と見られる。

眼鏡絵（めがねえ）とは、江戸時代に描かれた浮世絵の一種。45度傾けた鏡に映した絵をレンズを通して覗いてみる風景画の一種で、それにより原画は絵や文字が左右反対に描かれている。

## 解説
眼鏡絵とは、風景などを西洋画の遠近法を応用して描き、これを「覗き眼鏡」という凸レンズを嵌めた箱を通して見ると立体的に見えるというものである。寛延3年（1750年）頃、中国から移入された極端な遠近がついた風景画は、日本でも宝暦9年（1759年）か宝暦10年頃から主に京都で制作された。円山応挙がこれを得意とし、中国の風景や京都名所を描いた眼鏡絵が残っている。応挙は修業時代に、尾張屋中島勘兵衛という玩具商に勤めていたことがあったが、オランダから移入されていた眼鏡絵を見て、自ら京都の風景を描いた眼鏡絵数点を描いた。これらの作品は木版墨摺りで手で着色がしてあった。それには画面に小さな穴を開けて、薄紙を貼って裏から光を当てるという工夫がみられ、遠近を深く感じることができた。また応挙は肉筆画の眼鏡絵も作っている。

## 作品
- 「石山寺図」
- 「三十三間堂」
- 「四条河原遊涼図」
- 「賀茂競馬図」
- 「円山座敷図」

※以上、円山応挙の作品